# Butikkens sidste suk
Butikkens sidste suk er en samling af seks danske portrætfilm fra 2005, der er instrueret af Hans Kragh-Jacobsen.

## Handling
Seks korte portrætfilm fra københavnske butikker, hvor aktive mennesker virker i deres livs efterår. Det er fortællinger og billeder fra en butikskultur, der er ved at forsvinde.